# Roșiori, Ialomița
Roșiori este o comună în județul Ialomița, Muntenia, România, formată numai din satul de reședință cu același nume.

## Așezare
Comuna se află în sud-vestul județului, pe malul drept al râului Colceag (un afluent al Mostiștei). Este traversată de șoseaua județeană DJ302, care o leagă spre nord-vest de Movilița (unde se termină în DN2), și spre sud de Drăgoești și mai departe în județul Călărași de Belciugatele (unde se termină în DN3).

## Demografie
Componența etnică a comunei Roșiori
     Români (94,44%)
     Alte etnii (5,56%)
Componența confesională a comunei Roșiori
     Ortodocși (94,03%)
     Alte religii (0,1%)
     Necunoscută (5,87%)
Conform recensământului efectuat în 2021, populația comunei Roșiori se ridică la 1.942 de locuitori, în scădere față de recensământul anterior din 2011, când fuseseră înregistrați 2.174 de locuitori. Majoritatea locuitorilor sunt români (94,44%). Din punct de vedere confesional, majoritatea locuitorilor sunt ortodocși (94,03%), iar pentru 5,87% nu se cunoaște apartenența confesională.

## Politică și administrație
Comuna Roșiori este administrată de un primar și un consiliu local compus din 11 consilieri. Primarul, Ion Anghel[*], de la Partidul Social Democrat, este în funcție din octombrie 2020. Începând cu alegerile locale din 2024, consiliul local are următoarea componență pe partide politice:
|  | Partid                          | Consilieri | Componența Consiliului | Componența Consiliului | Componența Consiliului | Componența Consiliului | Componența Consiliului |
|  | ------------------------------- | ---------- | ---------------------- | ---------------------- | ---------------------- | ---------------------- | ---------------------- |
|  | Partidul Social Democrat        | 5          |                        |                        |                        |                        |                        |
|  | Partidul Național Liberal       | 4          |                        |                        |                        |                        |                        |
|  | Alianța pentru Unirea Românilor | 2          |                        |                        |                        |                        |                        |

## Istorie
La sfârșitul secolului al XIX-lea, comuna făcea parte din plasa Mostiștea a județului Ilfov și era formată numai din satul de reședință, cu 672 de locuitori. În comună funcționa o școală mixtă cu 18 elevi. Anuarul Socec din 1925, arată că teritoriul fusese reorganizat, satul Roșiori făcând parte din comuna Chiroiu-Roșiori, cu 5325 locuitori, alături de satele Bițina-Ungureni, Bițina-Pământeni, Chiroiu-Ungureni, Chiroiu-Pământeni, Chiroiu-Satu Nou, Movilița Nouă, Movilița Veche și Valea Colceagului. Comuna făcea parte din plasa Fierbinți a aceluiași județ. În 1931, satul Roșiori se desprinsese de această comună, formând din nou o comună de sine stătătoare.
În 1950, comuna Roșiori a trecut în administrarea raionului Căciulați și apoi (după 1956) în cea a raionului Urziceni din regiunea București. În 1968, comuna a revenit la județul Ilfov, reînființat, dar a fost imediat desființată și inclusă în comuna Movilița. Această comună a trecut în 1981, în urma unei reorganizări administrative regionale, în județul Ialomița. Comuna a fost reînființată în 2004 prin separarea satului Roșiori de comuna Movilița.